# Serguéi Pankéyev
Serguéi Konstantínovitch Pankéyev, también Pankejeff (Сергей Константинович Панкеев Serguéy Konstantínovich Pankéyev) (24 de diciembre de 1886 – 7 de mayo de 1979) fue un aristócrata ruso nacido en Odesa (Ucrania), conocido por ser uno de los pacientes de Sigmund Freud. Aparece en sus textos con el seudónimo de "el hombre de los lobos" (der Wolfsmann).

## Biografía
Pankéyev sufría de una grave neurosis y pesadillas recurrentes que le impedían valerse por sus propios medios. Freud interpretó los sueños del paciente concluyendo que estaban relacionados con un trauma sexual de su infancia. 
Según Karin Obholzer Freud dijo que al comunicarle el origen de su problema Pankeyéff se curó completamente.
Sin embargo, hay personas que aseguran que Freud jamás dijo que el llamado "hombre de los lobos" se hubiese curado cuando le manifestó las causas de su enfermedad.[cita requerida]

### Crítica al caso

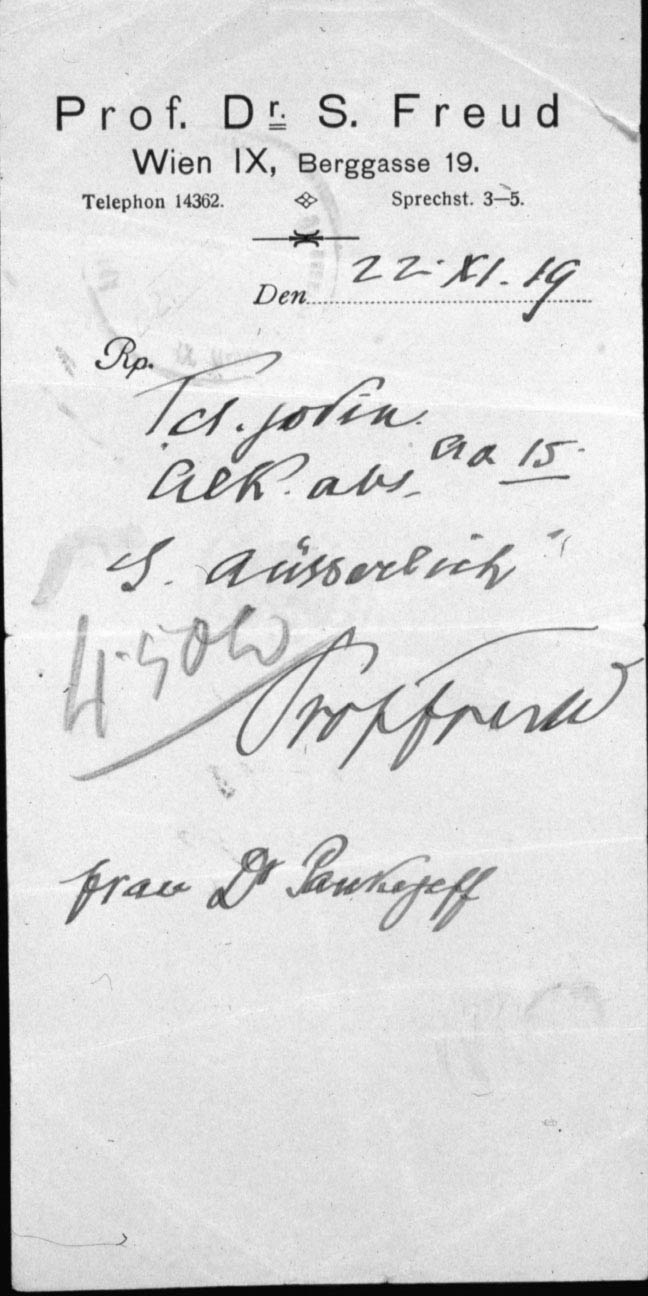
Prescripción de Sigmund Freud el 22 de noviembre de 1919 para la mujer del paciente que él denominaba "el hombre de los lobos", cuyo nombre real era Serguéi Pankéyev.

Las críticas comenzaron por Otto Rank (1926), que cuestionó la precisión y eficacia de la terapia psicoanalítica que Freud aplicó a Pankejeff. De forma similar, a mediados del siglo XX, el psiquiatra Hervey Cleckley desestimó por completo el diagnóstico de Freud como puramente especulativo. Dorpat sugirió que la conducta de Freud hacia Pankejeff fue un caso ejemplar de luz de gas (el intento de manipular la percepción de la realidad de una persona).
Daniel Goleman escribió para el New York Times el siguiente escrito:

A la hora de tratar al Hombre de los Lobos Freud se centra en su pesadilla en la cual está tumbado en una cama y ve a unos cuantos lobos sentados en un árbol frente a una ventana abierta. Freud dedujo que ese sueño simboliza un trauma: que el Hombre de los Lobos, cuando era un niño, observó a sus padres realizar el acto sexual. La interpretación de Freud sobre el supuesto trauma, sin embargo, es contradicho por el mismísimo Hombre de los Lobos, Sergej Pankejeff, en una entrevista realizada por Karin Obholzer, una periodista que le siguió de cerca en Viena en 1970.

El señor Pankejeff afirma que la interpretación de Freud sobre su sueño es "terriblemente fuera de lugar". El señor Pankejeff dijo, "Es totalmente imposible", dado que Pankejeff vivía en una vivienda donde la habitación de sus padres estaba completamente aislada de la suya.

El señor Panekjeff también discutió que las afirmaciones de Freud sobre su cura fueron "propaganda", una manipulación para asombrar al público en su obra. Añadió que "Freud afirma haberme curado al 100%, lo cual es totalmente falso".

Según las investigaciones realizadas por la periodista Karin Obholzer, la historia fue muy distinta. No sólo Pankeyév nunca se curó, sino que siguió siendo tratado por otros psicoanalistas hasta su muerte y su estado durante ese transcurso empeoró considerablemente. Según Karin Obholzer Pankeyév cobraba un sueldo mensual a cargo de la Fundación Sigmund Freud con el propósito de mantenerlo oculto en Viena para que el fraude no se hiciera público.
Según Muriel Gardiner, Freud y otros psicoanalistas sostuvieron económicamente a Serguéi Pankéyev porque él no tenía otro modo de sobrevivir en la dura posguerra. Ella asegura que otros psicoanalistas volvieron a tratar a «El hombre de los lobos» posteriormente ante otras recaídas en su grave neurosis. Todos esos tratamientos posteriores fueron publicados, incluso las memorias de Serguéi Pankéyev, lo que desmentiría el supuesto ocultamiento al que se refiere Karin Obholzer.